# Indian Wells (Arizona)
Indian Wells è una comunità non incorporata degli Stati Uniti d'America, situato nello stato dell'Arizona, nella contea di Navajo.